# Amaro (cầu thủ bóng đá)
Amândio Felipe da Costa hay Amaro (sinh ngày 12 tháng 11 năm 1986) là một cầu thủ bóng đá người Angola thi đấu cho Benfica de Luanda ở vị trí hậu vệ tại Girabola.

## Sự nghiệp câu lạc bộ
Amaro thi đấu cho Benfica de Luanda từ 2006 đến 2010, trước khi gia nhập Primeiro de Agosto năm 2011.

## Sự nghiệp quốc tế
Amaro cũng thi đấu cho Đội tuyển quốc gia Angola với màn ra mắt năm 2008.

### Bàn thắng quốc tế
Tỉ số và kết quả liệt kê bàn thắng của Angola trước.
| 1.                                         | 15 tháng 12 năm 2012 | Sân vận động Quốc gia Ombaka, Benguela, Angola | Gambia  | 1–1 | 1–1 | Giao hữu                                     |
| 2.                                         | 23 tháng 3 năm 2013  | Sân vận động 28 tháng 9, Conakry, Guinée       | Sénégal | 1–1 | 1–1 | Vòng loại Giải vô địch bóng đá thế giới 2014 |
| Chính xác tính đến ngày 9 tháng 3 năm 2017 |                      |                                                |         |     |     |                                              |